# Bernardo José Zaragoza
Bernardo José Zaragoza y Vilanova o Bernat Josep Saragossà (Alcalá de Chivert, Valencia, 1627 - Madrid, 1679), matemático, astrónomo y cosmólogo jesuita español, perteneciente a los novatores o preilustrados españoles. Es citado habitualmente como Padre Zaragoza.

## Biografía
Se graduó en Artes en la Universidad de Valencia; interesado en las matemáticas, le ofrecieron la cátedra de la Universidad, que no aceptó, a pesar de que le hubieran aumentado el pobre sueldo de la misma, por interesarle más la Teología. En 1651 ingresó en la Compañía de Jesús y le mandaron enseñar retórica en Calatayud. Enseñó después en otros colegios de su orden: Artes en Mallorca, Teología en Barcelona y Valencia; en 1667 es nombrado miembro de la Real Junta de Minas y en ese cargo realizó varios encargos; en 1668 es nombrado calificador del Santo Oficio, y desde 1670 enseña Matemáticas en el Colegio Imperial de Madrid. Tuvo por alumno al virrey Diego Felipe de Guzmán, marqués de Leganés, que se constituyó en su protector y promotor. La reina lo nombró profesor de matemáticas de su hijo Carlos II en 1675. Su Aritmética universal contiene aritmética, progresiones, potencias, raíces, proporciones y combinatoria y una sección de álgebra en la que, aunque propone muchos ejercicios prácticos, no pasa de la ecuación de segundo grado. La de trigonometría tiene una primera parte dedicada a los logaritmos, que usa en las partes segunda y tercera dedicadas a la trigonometría plana y esférica. La Esfera es un tratado de Astronomía.
Parece desconocer la geometría analítica de Descartes (1636), aunque según algunos la ignoró por emplear exclusivamente el método sintético de la geometría clásica; por otra parte es ajeno a los problemas directamente relacionados con el cálculo diferencial, pues aunque en la Geometría Magna halla varios mínimos, no lo hace por el método diferencial de Fermat u otro equivalente, sino el de los Elementos de Euclides en el libro VI (Proposiciones 28 y siguientes). Entre sus aportaciones figuran una útil innovación para extraer la raíz cúbica de un número de más de tres cifras que simplifica el engorroso procedimiento común; da una construcción para trisecar el ángulo más sencilla que la de Juan Caramuel; sistematiza en forma pedagógica no superada, los Elementos de Euclides, y anticipa el concepto original de centro mínimo de un sistema de puntos que conduce a la resolución de multitud de problemas, lo que utilizará cuatro años después Giovanni Ceva para establecer su famoso Teorema de Ceva sobre transversales. Su obra más importante como matemático es la Geometria magna in minimis (Toledo, 1674). Investiga con métodos geométricos los problemas de centros de gravedad, se adentra en la demostración de propiedades matemáticas (nada hay de dinámica) de los momentos de inercia, el teorema de Ceva, coordenadas baricéntricas y otros teoremas nada triviales, cuyo descubrimiento suele atribuirse actualmente a matemáticos posteriores. 
Destacó más como astrónomo práctico o empírico, esto es, como un gran observador. Desde 1660 al menos hacía observaciones con unos potentes anteojos que se construyó él mismo; observó los cometas de 1664 y 1677; sobre el primero escribió un informe que remitió a la Académie des Sciences de París y todavía fue traducido parcialmente al francés en 1783. Fue el primero en observar el cometa de 1677, y su escrito sobre este cuerpo celeste apareció en el Journal des savants y en las memorias de la Académie des Sciences. Destacó como constructor de aparatos e instrumentos científicos, entre ellos los dos anteojos con los que realizaba sus observaciones; además estaba prodigiosamente informado de los datos de la ciencia astronómica de su tiempo, lo que contrasta con su limitado conocimiento de las novedades matemáticas. Sus trabajos astronómicos culminaron en el tratado Esphera en común celeste y terráquea (1675), de sesgo marcadamente moderno por la continua fundamentación empírica de las hipótesis en datos de observación astronómica. Se muestra un cauto y precavido partidario del heliocentrismo, pero se despacha a gusto derrumbando los fundamentos de la cosmología clásica; niega la incorruptibilidad de la sustancia celeste, admite la infinitud del espacio, niega el alma de los cielos y los orbes cristalinos o sólidos de Aristóteles y Santo Tomás, etcétera.
Entre sus discípulos figuran Felipe Falcó de Benachoaga o el matemático y astrónomo de los novatores Juan Bautista Corachán, quien prosiguió sus investigaciones.

## Obras
- Aritmetica universal que comprehende el arte menor y maior, algebra vulgar y especiosa. Valencia, Jerónimo Vilagrasa, 1669.
- Aritmética universalis et álgebra vulgaris, Valencia, 1669, en 4º.
- Tratado de geometría teórica-práctica, Valencia, 1671, en 4º,
- Tratado de trigonometría, Mallorca, 1672.
- Geometría práctica: Euclidis problemata continens, Madrid, 1672, en 4º,
- Trigonometria española: resolución de los triangulos planos y esféricos, fabrica y uso de los senos y los logaritmos. Mallorca, Francisco Oliver, 1672. La publicó también en latín en el mismo año con el título Trigonometría hispana: Resolutio triangulorum, etc. En el ejemplar e la Academia Española se hallan encuadernadas al fin las tablas siguientes: Canon trigonometricus. Contiens logarithmus sinuum, et tangentium, ad singula scrupula totius semicirculi. Radii Logarithmo 10.000000. Madrid, 1672. Tabula logarithmica. Contiens undecim numerorum chiliades cum suis logaritmis ad unitate, scilicet, ad 11100. Dispositis nova methodo et proportioni astronomicae applicatis in gratiam astronomorum. Madrid, 1672.
- Euclidis nova methodo illustratus, Valencia, 1673, en 4º.
- Tratado de la esfera, Madrid, 1674, en 4º,
- Tratado de arquitectura militar, Valencia, 1674, en 4º.
- Geometría magna de minimis, Toledo, 1674, tres volúmenes, en 4º.
- Fabrica y uso de varios instrumentos mathematicos, 1675, Madrid, Antonio Francisco de Zafra, 1675.
- Esphera en común celeste y terraquea. Madrid, Juan Martín del Barrio, 1679.
- Geometria magna in minimis, in III partes divisa: I De Mininimis in communi: II De planis: III De Solidis. Toledo, 1674.